# Acid fluorhidric
Acidul fluorhidric (HF) este un acid ce se prezintă ca o soluție apoasă incoloră, cu un miros puternic înțepător. Acidul fluorhidric atacă puternic sticla, având un efect caustic asupra pielii și mucoaselor. O soluție apoasă de acid cu o concentrație de 38,2 % are punctul de fierbere la temperatura de 112 °C, punctul de fierbere depinzând de concentrația amestecului. Din cauza faptului că reacționeză cu sticla, acidul se păstrează în vase de teflon sau din materiale plastice.

## Mod de obținere
Acidul fluorhidric se poate obține prin sinteza direct din elementele chimice componente:
H2 + F2 → 2HF
Procedeul tehnic de obținere al acidului fluorhidric este încălzirea fluorurii de calciu cu acid sulfuric concentrat:
CaF2 + H2SO4 → 2 HF + CaSO4

## Proprietăți

### Reactivitate
Acidul fluorhidric este un acid de tărie medie, având valoarea pKs = 3,14. Acidul nu atacă aurul și platina, atacă puțin argintul, cuprul și plumbul. Este singurul acid care atacă cuarțul:
SiO2 + HF → SiF4 + H2O
Acesta atacă și silicații din sticlă. Din cauza acestei proprietăți, acidul fluorhidric nu se depozitează în recipiente de sticlă, ci în recipiente de polietilenă sau de bachelită.
Acidul fluorhidric este foarte ușor solubil în apă, datorită unei reacții exoterme:
H2O + HF → H3O+ + F-

## Utilizare
Acidul fluorhidric este folosit la gravarea metalelor și sticlei, sticla devenind mată la locul de contact cu acidul. Este de asemenea mult utilizat în producerea cipurilor pentru computer, în galvanizare, la curățarea fațadelor sau la îndepărtarea cuarțului de pe fluorină, prin dizolvarea crustelor de silicați fluorina rămânând intactă.
Este folosit ca diluant al silicaților în metodele analitice din științele geologice.
Este folosit, de asemenea, și la purificarea benzinei (prin metoda alchenilor) sau ca și catalizator în producerea carburanților cu cifre octanice ridicate.
O utilizare la fel de importantă este la îmbogățirea uraniului, sau în industria petrolului unde este aplicat în combinație cu acid clorhidric sau acizi organici.

## Importanța biologică
Acidul fluorhidric este un produs foarte toxic care acționează în urma contactului cu pielea sau cu mucoasele (acidul flurhidric asemănându-se, prin această proprietate, cu erbicidul E605 (parathion) și cu gazele de luptă). Pericolul mare îl reprezintă absorbția rapidă prin pielea deja lezată de acțiunea caustică a acidului. De asemenea este important de remarcat că sistemul de alarmă al organismului, durerea, semnalizează doar după câteva ore leziunea produsă de acid, iar ulterior senzația dureroasă nu mai poate fi diminuata nici măcar de calmante puternice ca morfina sau fentanilul.

## Măsuri de protecție

### Măsuri imediate
Îmbrăcămintea ajunsă în contact cu acidul trebuie îndepărtată iar regiunea afectată spălată cu apă multă. Antidotul cel mai indicat este gluconatul de calciu sau alte preparate ce conțin calciu. În cazul lezării a unor suprafețe mici (de mărimea acului cu gămălie) se masează puternic regiunea cu gel de gluconat de calciu. Dacă suprafața lezată are mărimea mai mare ca a unei unghii, trebuie injectat în regiune soluție de gluconat de calciu.

### Măsuri de prim ajutor
- La o intoxicare pe cale orală, este admisă administrarea laptelui în cantități mici (1 l de lapte cu 1 - 2 g de calciu) fără a se căuta provocarea vomitării.

Între timp trebuie înștiințat personalul medical de urgență.
- La o inhalare de acid trebuie administrate preparate cu aerosoli speciali.

### Reguli generale de prim ajutor
- viteza de reacție e deosebit de importantă;
- anunțarea imediată a personalului medical;
- personalul medical trebuie să:
  - urmărească concentrația de calciu din sânge (calcemia);
  - este contraindicată narcoza la pacientul intoxicat.